# Мехетури
Мехетури́ — хутор (село) в Ботлихском районе Дагестана. Входит в состав сельского поселения Чанковский сельсовет.

## Географическое положение
Расположено в 5 км к северу от села Ботлих, на реке Чанковская.

## Население
По оценке 2008 года в селе проживало 16 человек.